# Gmina Dzikowiec
Die Gmina Dzikowiec (bis Ende 2001 Gmina Stary Dzikowiec) ist eine Landgemeinde im Powiat Kolbuszowski der Woiwodschaft Karpatenvorland in Polen. Ihr Sitz ist das gleichnamige Dorf mit etwa 1400 Einwohnern.

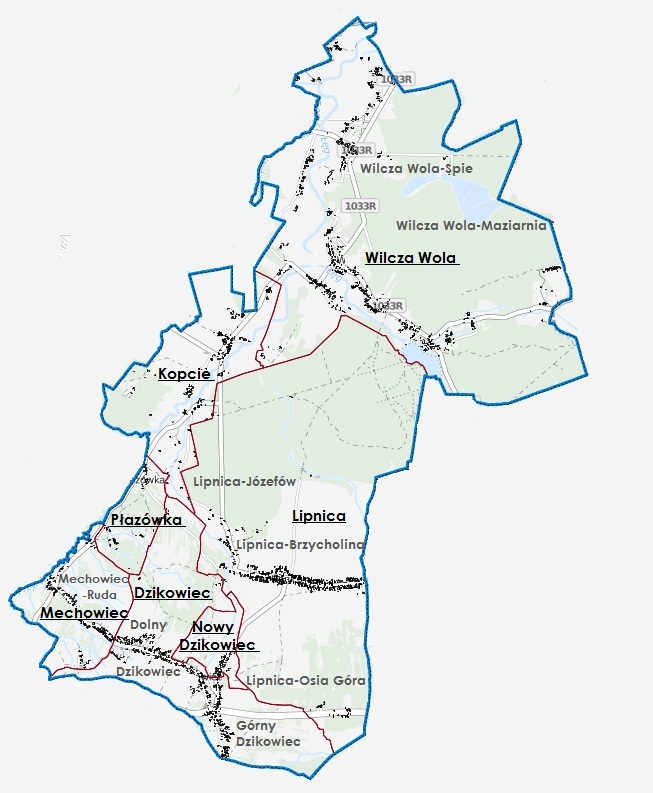
Karte der Gemeinde

## Geographie
Die Gemeinde grenzt im Südosten an die  Stadt-und-Land-Gemeinde Kolbuszowa. Zu den Gewässern gehört das Flüsschen Olszynka.

## Geschichte
Von 1975 bis 1998 gehörte die Landgemeinde zur Woiwodschaft Rzeszów. Bis zum 20. Dezember 1998 trug der Sitz der Gemeinde den Namen Stary Dzikowiec, die Gemeinde trug bis Ende 2001 den Namen Gmina Stary Dzikowiec.

## Gliederung
Zur Landgemeinde (gmina wiejska) Dzikowiec gehören folgende acht Dörfer mit einem Schulzenamt:
- Dzikowiec (bis 1998 Stary Dzikowiec bzw. Dzikowiec)
- Kopcie
- Lipnica (mit dem Ortsteil Osia Góra)
- Mechowiec
- Nowy Dzikowiec (Wildenthal)
- Płazówka
- Spie
- Wilcza Wola

Eine weitere Ortschaft der Gemeinde ist die Waldsiedlung Józefów.